# Chamaecyparis

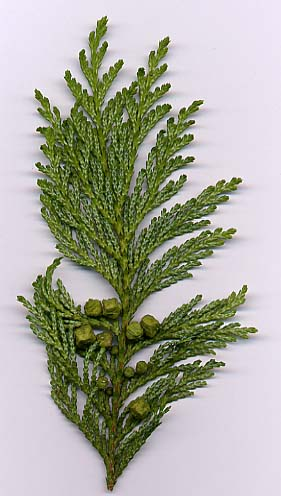
Chamaecyparis pisifera.

Chamaecyparis é um género de coníferas pertencente à família Cupressaceae, originário do leste da Ásia e do oeste da América do Norte. Os membros deste género são árvores de folhagem perene, de tamanho mediano a grande, que crescem até aos 20–70 m de altura, com folhagem em raminnhos aplainados, por vezes em forma de leque.

## Descrição
As folhas são de dois tipos: agulhas juvenis aciculares nos exemplares jovens com até um ano de idade; folhas escamosas nos exemplares adultos. Os cones são de globosos a ovais, com 8-14 escamas dispostas em pares decussados opostos, com cada escama recobrindo 2 a 4 pequenas sementes.
As espécies de Chamaecyparis são utilizadas como plantas alimentares pelas larvas de certas espécies de lepidópteros, entre as quais Eupithecia pusillata e Panolis flammea.

## Taxonomia
O género foi descrito por Édouard Spach e publicado em Histoire Naturelle des Végétaux. Phanérogames 11: 329. 1841, tendo como espécie tipo Chamaecyparis sphaeroidea (Spreng.) Spach.
A etimologia do nome genérico Chamaecyparis assenta nas palavras gregas: khamai, que significa "terreno", e kuparissos, "cipreste".
Embora não exista total consenso sobre a validade de alguns dos taxa, na sua presente circunscrição taxonómica o género inclui as seguintes espécies
- Chamaecyparis formosensis — falso-cipreste-da-formosa (Taiwan);
- Chamaecyparis lawsoniana — falso-cipreste-de-lawson, camecíparis-de-lawson (oeste da América do Norte);
- Chamaecyparis hodginsii — falso-cipreste-de-fujian (China, Vietname, Laos);
- Chamaecyparis obtusa — falso-cipreste-hinoki (Japão);
- Chamaecyparis pisifera — falso-cipreste, sawara ou camecíparis-sawara (Japão);
- Chamaecyparis taiwanensis — Taiwan;
- Chamaecyparis thyoides — falso cipreste branco do leste da América do Norte.

Chamaecyparis  taiwanensis é tratado por muitos autores como uma variedade de Chamaecyparis obtusa (como C. obtusa var. formosana). A espécie Chamaecyparis hodginsii foi durante muito tempo incluída no género Fokienia (como Fokienia hodginsii), mas recentes estudos morfológicos e moleculares permitem colocar este taxon dentro do género Chamaecyparis. A espécie anteriormente designada por Chamaecyparis nootkatensis que era incluída neste género foi transferida, com base em evidências genéticas e morfológicas fortes, para o género separado Callitropsis, passando a denominar-se Callitropsis nootkatensis (ou por vezes de regresso a Cupressus nootkatensis, nome com que a espécie foi descrita originalmente em 1824).
São conhecidas várias espécies descritas a partir do registo fóssil, incluindo:
- †Chamaecyparis eureka — meados do Eoceno, ilha Axel Heiberg, Canadá;
- †Chamaecyparis linguaefolia — princípio a meados do Oligoceno, Colorado.

## Cultivo e usos
Quatro espécies (C. lawsoniana, C. obtusa, C. pisifera e C. thyoides) são de considerável importância como árvores ornamentais em jardinagem e paisagismo. A partir destas espécies foram seleccionados vários centos de cultivares, com características que incluem o nanismo, a coloração foliar (com destaque para cultivares de folhagem amarelada, azulada, prateada ou variegada), retenção permanente das folhas juvenis e ramos filiares de ramagem reduzida.
Em algumas regiões, o cultivo está limitado pela elevada ocorrência de enfermidades do sistema radicular causadas por fungos do grupo Phytophthora, sendo a espécie C. lawsoniana particularmente susceptível ao ataque de Phytophthora lateralis. Actualmente muitas das áreas autóctones onde ocorrem os exemplares mais antigos de C. lawsoniana estão afectadas por este fungo, introduzido recentemente nos Estados Unidos, que acaba por matar as árvores. Não é conhecida cura para os exemplares infectados, sendo o controlo da dispersão do fungo a única forma eficaz de combate. Actualmente estão a ser investigadas variedades resistentes.
A madeira é aromática e muito apreciada, em particular no Japão, onde se usa para a construção de templos.